# Старая черешня
«Старая черешня» (азерб. Gilas ağaci) — советская детская короткометражная драма 1972 года производства киностудии Азербайджанфильм, являющаяся экранизацией одноимённого рассказа Акрама Айлисли.

## Сюжет
История фильма происходит в грозные годы ВОВ. Фильм повествует о жизни несчастных детей, родители которых ушли на фронт, о страшных днях войны и о благородной морали добрейших души людей, которые посвятили себя воспитанию оставленных родителями детей. Действие происходит в одной из отдалённых деревень Азербайджанской ССР. Один из аксакалов этой деревни — Гулам Баба рассказывает поучительные истории, и детишки всегда собираются рядом с ним, чтобы его послушать с целью отгона у детей плохих мыслей о войне. Как бы не была ужасна ВОВ, мир не может нарушить желания аксакала-мудреца, а он выживает в трудные дни, но благодаря его поучительным историям и любимым детям его села, на душе у него очень спокойно. Фильм снят по заказу ЦТ СССР.

## Создатели фильма

### В ролях
Севиндж Исамаилова — Нигяр
Солтан Мамедов — Садык
Мамедрза Шейхзаманов — дед Гулам
Лейла Бадирбейли — бабушка Мусафар
Д. Аббдуллаева
Земфира Исмаилова — мать Садыка
Мухтар Авшаров — Сафтарали
Фархад Исмаилов
О. Шейхов
Тариел Гасымов — отец Садыка
М. Рзаев
Вячеслав Тихонов — голос за кадром

#### Роли дублировали
Шахмар Алекперов (в титрах не указан)
Хураман Гаджиева — ребёнок (в титрах не указана)
Амина Юсифкызы — Вика (в титрах не указана)

### Административная группа
автор сценария : Акрам Айлисли
режиссёр-постановщик : Тофик Исмайлов
оператор-постановщик : Рафик Гамберов
художник-постановщик : Фикрет Ахадов
композитор : Назим Аливердибеков
звукооператор : Паша Ибрагимов
второй оператор : Рамиз Бабаев
художник-гримёр : В. Березняков
монтажёр : А. Филимонова
ассистенты режиссёра : Джафар Асадов, Малик Алиджанов
ассистент оператора : Сардар Валиев
ассистент художника : Т. Маликзаде
дирижёр : Назим Рзаев
редактор : Наталия Штейер
директор фильма : Юсиф Юсифзаде